# Egyhajúvirág

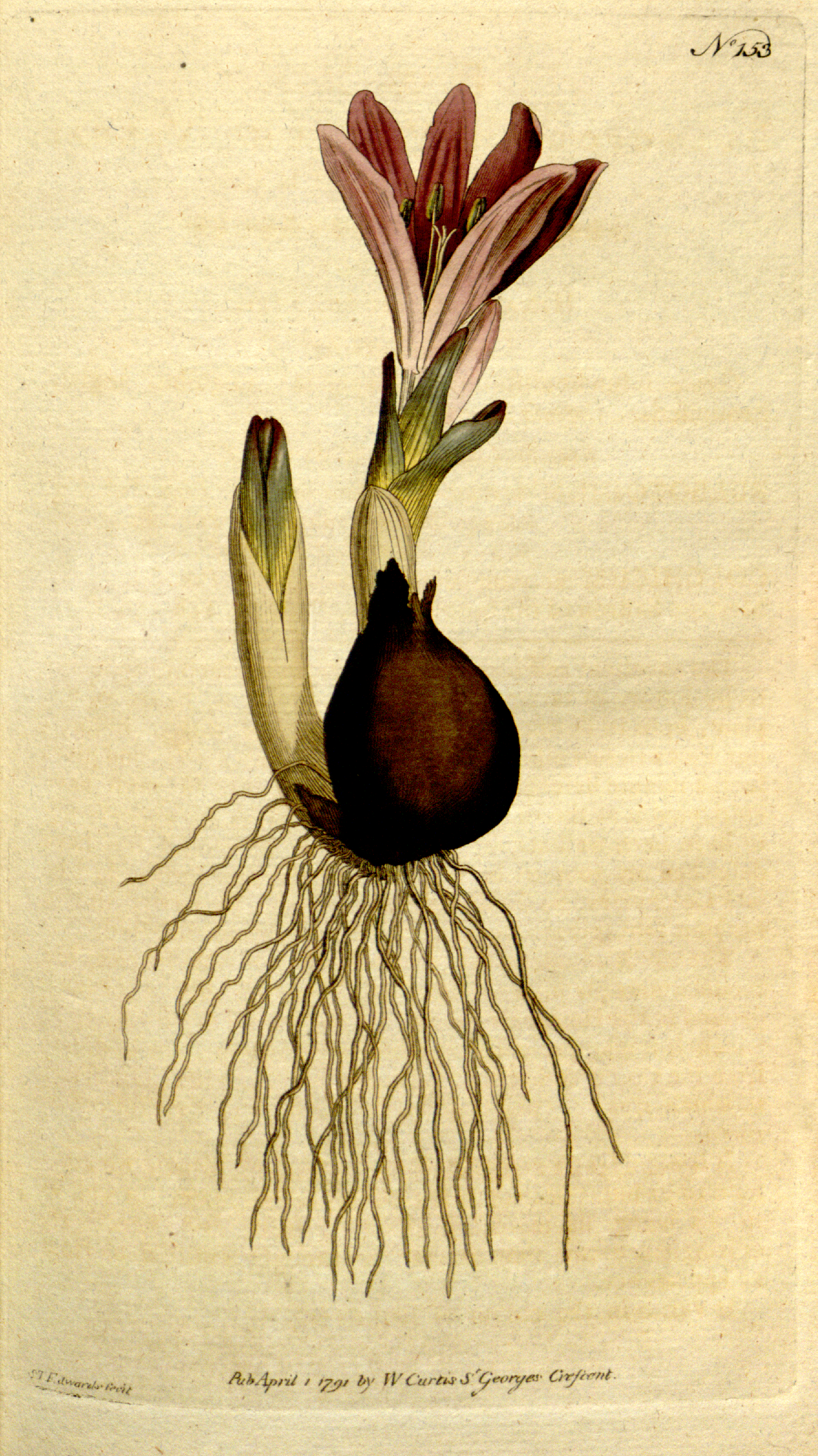

Az egyhajúvirág (Bulbocodium) a liliomvirágúak (Liliales) rendjében a kikericsfélék (Colchicaceae) családjának monotipikus nemzetsége. A 2000-es évekig egy nyugati, nagy termetű (B. vernum), és egy kisebb termetű keleti (B. versicolor) faj létezését valószínűsítették, de sem a morfometriai, sem a DNS-vizsgálatok nem találtak a két vélt faj között különbséget. A nemzetség egyetlen faja az egyhajúvirág, illetve tavaszkikerics, tavaszi kikerics néven is ismert Bulbocodium vernum (Colchicum vernum).
Egy 2011-ben megjelentetett, a teljes Colchicum nemzetségre kiterjedő molekuláris filogenetikai vizsgálat szerint az egyhajúvirág két alakja a kikericsek (Colchicum) hat DNS-régión alapuló molekuláris filogenetikai törzsfáján a nemzetség többi fajába ágyazódva jelenik meg, ezért helyesebb az egyhajúvirágot Colchicum bulbocodium Ker Gawl. néven tárgyalni.

## Származása, elterjedése
A nemzetség elterjedési területe diszperz, a Volgától az Atlanti-óceánig húzódik, méghozzá úgy, hogy a nyugati populációk montán-alpin jellegűek (az Alpokban, Pireneusokban, Appenninekben), míg a keletiek a pontuszi sztyeppek síksági-kollin régióra korlátozódnak. Valószínűsíthető, hogy az egyhajúvirág elterjedési területe az éghajlat számára kedvezőtlen változásának eredményeként összezsugorodott és fragmentálódott. A szétváló populációk az új éghajlati feltételek között eltérő területekhez alkalmazkodó ökotípusokká váltak, és idővel valóban két külön fajjá alakulhatnak.
Magyarországon pontuszi reliktum erdős sztyepp flóraelemnek tartják.
Magyarországon 36 kisebb-nagyobb élőhelyét tartják nyilván, főleg az Észak-Alföldön, a Hatvani-síkon és a Duna–Tisza köze déli részén. Meglévő állományai két nagyobb foltba rendeződnek:
- Debrecentől délkeletre,
- Szegedtől nyugatra, az országhatárhoz közel,
- Kiskunhalas külterülete (Felsőszállás)

A Hatvani-síkon Tura közigazgatási határában élőhelyét 1987-ben Turai-legelő Természetvédelmi Terület néven nyilvánították védetté. A Mezőföldről valószínűleg kipusztult, egykori Adony melletti előfordulását bizonyító herbáriumi lapot a Babeş-Bolyai Tudományegyetem (Kolozsvár) herbáriuma őrzi. Az adonyi példányt Tauscher Gyula Ágoston gyűjtötte 1879. március 10-én. A Nyírség nyugati részéről kipusztult.
A Kárpát-medencében jelentősebb állománya nő még Kolozsvár közelében, a Szénafüvek természetvédelmi területen és Morgó (Morgondo) mellett; egy kisebb előfordulását írták le a Kolozsbós melletti Nagy-Strázsa hegyről — Romániában nem számít veszélyeztetett növénynek. Szerbiában a Szabadka környéki homokvidék (jelenleg: Subotička Peščara) meszes homokterületén 25 szubpopulációt sikerült kimutatni a szakembereknek, amelyek összegyedszáma becslések szerint eléri az 50 000 tövet.
Magyarországi állományi közül 27 nem természetes vegetációjú területen, főképp telepített akácosokban található. Természetközeli gyepekben a növény fennmaradása érdekében rendszeresen kaszálni, körültekintően legeltetni kell. A 36 ismert hazai állomány közül 30 fennmaradása bizonytalan.

## Megjelenése, felépítése
Többnyire csak 4–20 cm magasra nő meg. A két-három, élénkzöld levél szálasak vagy szálas-lándzsásak, szétállók. A virágzás idején rövidek, csak a termés érése közben nyúlnak meg. A körülbelül 1 cm széle, barnás-rózsaszín levéllemez U alakban behajlik, a csúcsa csuklyás. Tőálló virágai rendszerint egyesével, kettesével, ritkán hármasával fejlődnek. A sötétlila vagy élénk rózsaszínű, 10–12 cm hosszú, 5–12 mm széles lepellevelek csaknem tövig szabadok, félig kinyíltan kelyhet, majd teljesen kinyílva csillagot formálnak, cimpáik szálas-lándzsásak. A porzószálak sárgák, rövidebbek a termőnél. A bibeszál magányos, háromhasábú. A termés háromcsúcsú tok.

## Életmódja
Évelő. A Kárpát-medencében a meleg, laza, homokos talajú erdők tisztásain, illetve homokpusztákon nő.
Virágai tavasszal, a levelekkel együtt bújnak elő. Többnyire kevés magot hoz.
A többi  kikericsféléhez (Colchicaceae) hasonlóan egy kolchicin nevű tropolon-alkaloid termel, és ettől mérgező. A legelő állatok elkerülik.

## Felhasználása, védelme
Magyarországon a fajt először az 1700-as évek végén találta meg Debrecen közelében Földi János. Védetté nyilvánítását 1941-ben javasolták. 1993-ban, a 12/1993. KTM miniszteri rendelettel fokozott védelmet kapott, de ez az intézkedés nem hozta meg a várt eredményt. Részben korábbi gyűjtése, legfőképpen azonban élőhelyeinek megszüntetése, legtöbbször felszántása miatt Magyarországon tőszáma kritikus szintre csökkent.
Valószínű, hogy hathatósabb védelem nélkül magyarországi állományainak nagy része ki fog pusztulni.